# Kulla-Gulla (film)
Kulla-Gulla är en svensk svartvit familjefilm från 1956 i regi av Håkan Bergström. I rollerna ses bland andra Malou Fredén, Erik Strandmark och Hugo Björne.

## Om filmen
Inspelningen ägde rum hösten 1955 i Sandrewateljéerna i Stockholm, Hanebergs säteri, Flaten, Gärdet och Djurgården efter manus av Per Schytte. Producent var  Rune Waldekranz, kompositörer Nathan Görling och Stuart Görling och Hilding Bladh. Filmen klipptes av Arne Löfgren och premiärvisades den 27 augusti 1956 på biograf Astoria i Stockholm. Den var 87 minuter lång och barntillåten.
Manuset bygger på Martha Sandwall-Bergströms två första böcker om Kulla-Gulla - men filmens slut har ändrats så att det på flera viktiga punkter skiljer sig från böckerna.

## Rollista
- Malou Fredén – Kulla-Gulla, egentligen Gunilla, 12 år
- Erik Strandmark – Karlberg, torpare på Kullatorpet
- Hugo Björne – patron Sylwester
- Margaretha Bergström – Regina Sylwester, patrons brorsdotter
- Märta Dorff – mamsell Modigh, husföreståndare
- Marianne Lindberg – Ellen, Karlbergs hustru
- Hedvig Lindby – gammelmor
- Ingemar Pallin – Claes Rosenborg, f.d. ryttmästare
- Bengt Blomgren – Nilsson, förvaltare
- Georg Skarstedt – Dal-Pelle
- Helge Hagerman – Bromander, skollärare
- Ivar Wahlgren – advokaten
- Brita Öberg – Kloka Manda
- Ulf Bergström – Johannis, 10 år
- Berit Lindén – Vera, 8 år
- Roland Kärvestad – Lada, 6 år
- Christer Hammargren – Ville, 8 år
- Staffan Ekström – Kalle, mjölnarens son

Ej krediterade
- Nina Scenna – advokatens fru, gäst på festen
- Axel Högel – distriktsläkaren
- Gösta Gustafson – präst, gäst på festen
- Hanny Schedin – prästfrun, gäst på festen
- Birger Lensander – Malkolm på Näset, mannen som möter Karlberg på landsvägen
- Sigvard Törnqvist	– Sylwesters kusk
- Karin Miller – Karin, piga på herrgården
- Gunlög Hagberg – piga på herrgården
- Marianne Nielsen – Ida Mattsson, Karlbergs hushållerska
- Gösta Petersson – dräng på herrgården
- Allan Sundwall – mjölnaren
- Karin Högel – gäst på festen
- Abdon Palmefeldt – gäst på festen
- Karl-Erik Stark – gäst på festen
- Gunborg Lundqvist – gäst på festen
- Per-Axel Arosenius – man vid branden
- Bertil Gadd – man vid branden
- Gösta Brodén – man vid branden
- Leo Myhrán – man vid branden
- Greta Holmberg – stand-in för Margareta Bergström i ridscener
- Margareta Kembel – stand-in för Margareta Bergström i ridscener